# Landquart, Graubünden
Landquart är en ort och kommun i regionen Landquart i kantonen Graubünden, Schweiz. Kommunen har 9 191 invånare (2023). Den bildades 2012 genom en sammanslagning av kommunerna Igis och Mastrils, av vilka Igis hade en mångdubbelt större befolkning. Den nya kommunen fick sitt namn efter den nordligare och folkrikare delen av Igis, som i sin tur fått namn av floden Landquart som från öster mynnar ut i Rhen vid platsen.
Kommunen består i dag av tre ortsdelar; Landquart (4898 invånare), Igis (3612 invånare) och Mastrils (577 invånare).